# NGC 1060
NGC 1060 est une vaste galaxie lenticulaire située dans la constellation du Triangle. NGC 1060 a été découverte par l'astronome germano-britannique William Herschel en 1784.

## Caractéristiques
Sa vitesse par rapport au fond diffus cosmologique est de 4 869 ± 20 km/s, ce qui correspond à une distance de Hubble de 71,8 ± 5,0 Mpc (∼234 millions d'al).
À ce jour, cinq mesures non basées sur le décalage vers le rouge (redshift) donnent une distance de 80,260 ± 22,931 Mpc (∼262 millions d'al), ce qui est à l'intérieur des valeurs de la distance de Hubble. Notons cependant que c'est avec la valeur moyenne des mesures indépendantes, lorsqu'elles existent, que la base de données NASA/IPAC calcule le diamètre d'une galaxie et qu'en conséquence le diamètre de NGC 1060 pourrait être d'environ 53,7 kpc (∼175 000 al) si on utilisait la distance de Hubble pour le calculer.

## Une région densément peuplée de galaxies

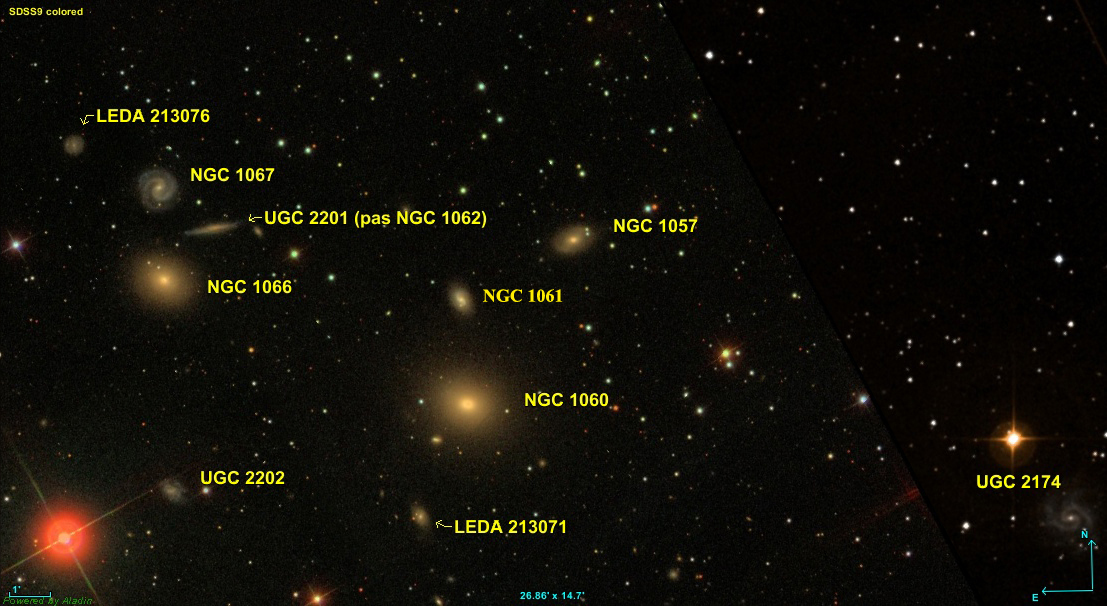
NGC 1057 et ses voisines

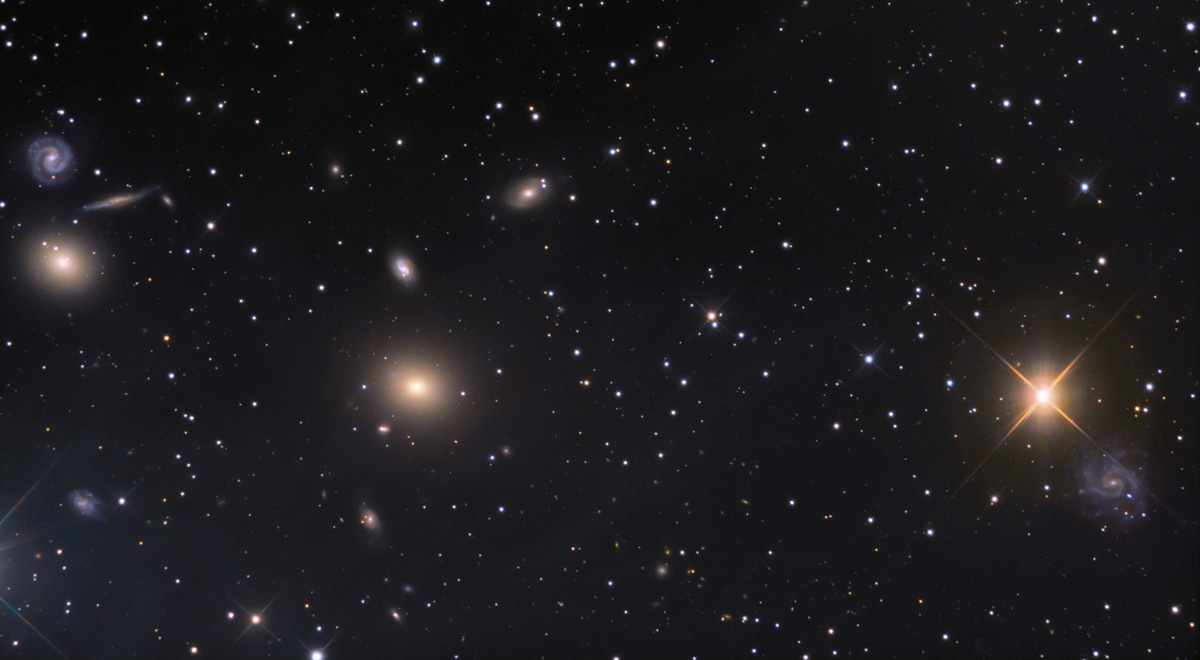
NGC 1057 est au centre de cette image. (Adam Block/Mount Lemmon SkyCenter/University of Arizona)

NGC 1060 est dans une région du ciel particulièrement riche en galaxies. On y trouve les galaxies NGC 1057, NGC 1060, NGC 1061, NGC 1066 et NGC 1067 qui, selon la base de données NASA/IPAC, font toutes partie d'un groupe de galaxies. Plusieurs autres galaxies qui ne figurent pas au catalogue NGC sont aussi dans cette région. Notons que la galaxie UGC 2201 (ou PGC 10331) (voir l'image) est identifiée faussement à NGC 1062 sur la base de données Simbad.

## Supernova
La supernova SN 2004fd a été découverte dans NGC 1060 le 21 octobre 2004 par l'astronome amateur britannique Tom Boles. Cette supernova était de type Ia.

## Groupe de NGC 1060
D'ailleurs, NGC 1060 est la plus grosse et la plus brillante galaxie d'un groupe de galaxies d'au moins 6 membres qui porte son nom. Les 5 autres galaxies du groupe de NGC 1060 sont IC 1823 ainsi que les galaxies 2174, 2192, 2222 et 2225 du catalogue UGC.